# Liste der Lieder von Selena Gomez
Die Liste zeigt die aufgenommenen und veröffentlichten Lieder der US-amerikanischen Sängerin Selena Gomez, sowie die ihrer früheren Band Selena Gomez & the Scene. Es sind neben dem Titel die Autoren, das zugehörige Album und das Jahr der Veröffentlichung angegeben.

## Eigenkompositionen

### #
| Titel            | Autoren                                       | Album | Jahr |
| ---------------- | --------------------------------------------- | ----- | ---- |
| 999 (mit Camilo) | Camilo Echeverry, Selena Gomez, Edgar Barrera | —     | 2021 |

### A
| Titel                                                 | Autoren | Album                  | Jahr |
| ----------------------------------------------------- | --- | ---------------------- | ---- |
| Adiós                                                 | Selena Gomez, Abner Cordero Boria, Alejandro Borrero, Carolina Isabel Colón Juarbe, Marco Masís, Ivanni Rodríguez, Jorge Luis Perez Jr., Juan Andrés Ceballos | Revelación             | 2021 |
| Already Missing You (Prince Royce feat. Selena Gomez) | Geoffrey Rojas, Selena Gomez, Toby Gad, Makeba Riddick | Soy El Mismo           | 2013 |
| Anxiety (Julia Michaels feat. Selena Gomez)           | Julia Michaels, Scott Harris, Ian Kirkpatrick, Selena Gomez                                                                                                   | Inner Monologue Part I | 2019 |
| As a Blonde                                           | Fefe Dobson, Greg Wells, Peiken | Kiss & Tell            | 2009 |
| A Sweeter Place (feat. Kid Cudi)                      | Selena Gomez, Scott Mescudi, Madison Love, Uzoechi Emenike, Ian Kirkpatrick                                                                                   | Rare                   | 2020 |
| A Year Without Rain                                   | Lindy Robbins, Toby Gad | A Year Without Rain    | 2010 |

### B
| Titel                                            | Autoren | Album                    | Jahr |
| ------------------------------------------------ | --- | ------------------------ | ---- |
| Back to You                                      | Selena Gomez, Amy Allen, Parrish Warringron, Diederik Van Elsas, Micah Premnath | 13 Reasons Why           | 2018 |
| Bad Liar                                         | Selena Gomez, Julia Michaels, Justin Tranter, Ian Kirkpatrick, Tina Weymouth | -                        | 2017 |
| Baila conmigo (mit Rauw Alejandro)               | Selena Gomez, Edgar Barrera, Alejandro Borrero, Christopher Carballo Ramos, Abner Cordero Boria, Jorge A. Diaz, Elena Rose, Marco Masis, Alberto Carlos Menendez, Raúl Alejandro Ocasio Ruiz, Ivanni Rodríguez | Revelación               | 2021 |
| Bang a Drum                                      | | Another Cinderella Story | 2008 |
| Bang Bang Bang                                   | Toby Gad, Meleni Smith, Priscilla Hamilton | When the Sun Goes Down   | 2011 |
| B.E.A.T.                                         | Freddy Wexler, Jai Marlon, Heather Jeanette Miley | Stars Dance              | 2013 |
| Bidi Bidi Bom Bom (mit Selena Quintanilla-Pérez) | Pete Astudillo, Selena Quintanilla-Pérez | Enamorada de Ti          | 2012 |
| Bienvenida                                       | Camille Dalmais, Clément Ducol | Emilia Pérez             | 2024 |
| Birthday                                         | Crista Russo, Mike Del Rio, Jacob Kasher Hindlin | Stars Dance              | 2013 |
| Bluest Flame (mit Benny Blanco)                  | Selena Gomez, Benjamin Levin, Magnus Høiberg, Dylan Brady, Charlotte Aitchison | I Said I Love You First  | 2025 |
| Body Heat                                        | Selena Gomez, Tim James, Antonina Armato, Justin Tranter, Julia Michaels, Chauncey Hollis | Revival                  | 2015 |
| Boyfriend                                        | Selena Gomez, Julia Michaels, Justin Tranter, Jon Wienner, Sam Homaee | Rare                     | 2020 |
| Buscando Amor                                    | Selena Gomez, Alejandro Borrero, Abner Cordero Boria, Andrea Mangiamarchi, Marco Masís, Ivanni Rodríguez, Randy Class, Zabdiel De Jesús                                                                        | Revelación               | 2021 |

### C
| Titel                                                        | Autoren | Album                   | Jahr |
| ------------------------------------------------------------ | --- | ----------------------- | ---- |
| Call Me When You Break Up (mit Benny Blanco & Gracie Abrams) | Selena Gomez, Benjamin Levin, Gracie Abrams, Justin Tranter, Julia Michaels, Magnus Høiberg, Dylan Brady, Mattias Larsson, Robin Fredriksson | I Said I Love You First | 2025 |
| Calm Down (Remix)                                            | Alexandre Uwaifo, Divine Ikubor, London, Amanda Ibanez, Michael Hunter, Selena Gomez                                                         |                         | 2022 |
| Camouflage                                                   | Badrilla Bourelly, Chris Braide | Revival                 | 2015 |
| Cologne                                                      | Ross Golan, Chloe Angelides, Mikkel Storleer Eriksen, Tor Erik Hermansen, Donkeyboy                                                          | Revival                 | 2015 |
| Come & Get It                                                | Ester Dean, M.S. Eriksen, T.E. Hermansen | Stars Dance             | 2013 |
| Cowboy (mit Benny Blanco)                                    | Selena Gomez, Benjamin Levin, Magnus Høiberg, Amanda Ibanez, Jake Torrey                                                                     | I Said I Love You First | 2025 |
| Crowded Room (feat. 6lack)                                   | Selena Gomez, Bebe Rexha, Simon Wilcox, Nolan Lambroza, Ricardo Valentine, Simon Rosen                                                       | Rare                    | 2020 |
| Cruella de Vil                                               | | Disneymania 6           | 2008 |
| Crush                                                        | Bruner, Vittetoe, Schock | Kiss & Tell             | 2009 |
| Cut You Off                                                  | Selena Gomez, David Pramik, Liza Owen, Chloe Angelides                                                                                       | Rare                    | 2020 |

### D
| Titel                                       | Autoren | Album                    | Jahr |
| ------------------------------------------- | --- | ------------------------ | ---- |
| Dámelo To (feat. Mike Towers)               | Selena Gomez, Carballo Ramos, Abner Cordero Boria, Alejandro Borrero, Carolina Isabel Colón Juarbe, Marco Masís, Andrea Mangiamarchi, Alberto Carlos Menendez, Ivanni Rodríguez, Michael Torres, Julia Michaels | Revelación               | 2021 |
| Dance Again                                 | Selena Gomez, Mattias Larsson, Robin Fredriksson, Justin Tranter, Caroline Ailin | Rare                     | 2020 |
| De Una Vez                                  | Selena Gomez, Abner Cordero Boria, Christopher Carballo Ramos, Marco Masis, Andrea Mangiamarchi, Alejandro Borrero, Ivanni Rodríguez                                                                            | Revelación               | 2021 |
| Dices                                       | Kiriakou, Hamilton, Edgar Cortazar, Mark Portmann | When the Sun Goes Down   | 2011 |
| Disappear                                   | | Wizards of Waverly Place | 2009 |
| Do It                                       | Selena Gomez, Antonina Armato, Tim James, David Jost | For You                  | 2014 |
| Don't Take It Personally (mit Benny Blanco) | Selena Gomez, Benjamin Levin, Blake Slatkin, Mikky Ekko, Justin Tranter | I Said I Love You First  | 2025 |
| Don't Wanna Cry (mit Benny Blanco)          | Selena Gomez, Benjamin Levin, Blake Slatkin, Sébastien Akchoté-Bozović, Justin Tranter, Jackson Shanks, Mikky Ekko, Magnus Høiberg                                                                              | I Said I Love You First  | 2025 |
| Do You Wanna Be Perfect (mit Benny Blanco)  | Selena Gomez, Benjamin Levin, Magnus Høiberg, Jeremy Malvin | I Said I Love You First  | 2025 |

### E
| Titel                           | Autoren | Album                    | Jahr |
| ------------------------------- | ------- | ------------------------ | ---- |
| Everything Is Not What It Seems |         | Wizards of Waverly Place | 2009 |

### F
| Titel             | Autoren | Album                  | Jahr |
| ----------------- | --- | ---------------------- | ---- |
| Falling Down      | Bruner, Vittetoe, Schock | Kiss & Tell            | 2009 |
| Fantasma de Amor  | Edgar Cortazar, Ernesto Cortazar, Portmann                                                                                  | When the Sun Goes Down | 2011 |
| Feel Me           | Selena Gomez, Jacob Kasher, Ammar Malik, Ross Golan, Phil Shaouy, Lisa Scinta, Kurtis McKenzie, Jon Mills                   | Rare                   | 2020 |
| Fetish            | Chloe Angelides, Gino Barletta, Radric Davis, Selena Gomez, Jonas Jeberg, Joe Khajadourian, Brett McLaughlin, Alex Schwartz | -                      | 2017 |
| Fly to Your Heart | Colleen Fitzpatrick, Michael Kotch, Dave Derby                                                                              | Tinker Bell            | 2008 |
| Forget Forever    | Jason Evigan, Clarence Coffee Jr., Alexander Izquierdo, Jordan Johnson, Stefan Johnson, Marcus Lomax                        | Stars Dance            | 2013 |
| Fun               | Selena Gomez, Julia Michaels, Scott Harris, Raul Cubina, Mark Williams                                                      | Rare                   | 2020 |

### G
| Titel                         | Autoren                                                    | Album               | Jahr |
| ----------------------------- | ---------------------------------------------------------- | ------------------- | ---- |
| Ghost of You                  | Peiken, Jonas Jeberg, Rasmus Seebach, Bittar               | A Year Without Rain | 2010 |
| Good For You (mit A$AP Rocky) | Selena Gomez, Julia Michaels, Justin Tranter, Rakim Mayers | Revival             | 2015 |

### H
| Titel                                               | Autoren                                                                                       | Album                   | Jahr |
| --------------------------------------------------- | --------------------------------------------------------------------------------------------- | ----------------------- | ---- |
| Hands to Myself                                     | Selena Gomez, Max Martin, Julia Michaels, Justin Tranter, Robin Frediriksson, Mattias Larsson | Revival                 | 2015 |
| Hit the Lights                                      | Leah Haywood, Daniel James, Tony Nilsson                                                      | When the Sun Goes Down  | 2011 |
| Hold On (Ben Kweller feat. Selena Gomez)            |                                                                                               | Rudderless              | 2014 |
| How Does It Feel to Be Forgotten (mit Benny Blanco) | Selena Gomez, Benjamin Levin, Justin Tranter, William Fly, Mikky Ekko                         | I Said I Love You First | 2025 |

### I
| Titel                                                             | Autoren                                                                                                 | Album                   | Jahr |
| ----------------------------------------------------------------- | --- | ----------------------- | ---- |
| I Can’t Get Enough (Benny Blanco, Tainy, J Balvin & Selena Gomez) | Maria Cristina Chiluiza, Jhay Cortez, Marco Masís, Mike Sabath, Benny Blanco, José Osorio, Selena Gomez | I Said I Love You First | 2019 |
| Ice Cream (Blackpink feat. Selena Gomez)                          | Selena Gomez, Teddy, Tommy Brown, Ariana Grande, Victoria Monét, Bekuh Boom, 24, Steven Franks          | The Album               | 2020 |
| I Don’t Miss You At All                                           | Robbins, Toby Gad                                                                                       | Kiss & Tell             | 2009 |
| I Got U                                                           | Matthew Wilder, Tamara Dunn                                                                             | Kiss & Tell             | 2009 |
| I Like It That Way                                                | Joshua Coleman, J. Kash, Rickard Göransson, Fransisca Hall, Alexander Castillo Vasquez                  | Stars Dance             | 2013 |
| Intuition (mit Eric Bellinger)                                    | Gad, Eric Bellinger, Robbins                                                                            | A Year Without Rain     | 2010 |
| I Promise You                                                     | Isaac Hasson, Lindy Robbins, Mher Filian                                                                | Kiss & Tell             | 2009 |
| I Said I Love You First (mit Benny Blanco)                        | Selena Gomez, Benjamin Levin, Finneas O'Connell                                                         | I Said I Love You First | 2025 |
| It Ain’t Me (Kygo feat. Selena Gomez)                             | Kyrre Gørvell-Dahll, Selena Gomez, Andrew Wotman, Brian Lee, Ali Tamposi                                |                         | 2017 |
| I Want You to Know (Zedd feat. Selena Gomez)                      | Zaslavski, Ryan Tedder, Kevin Nicholas Drew                                                             | True Colors             | 2015 |
| I Won’t Apologize                                                 | Selena Gomez, John Fields, William McAuley                                                              | Kiss & Tell             | 2009 |

### K
| Titel                  | Autoren                                                                                         | Album       | Jahr |
| ---------------------- | ----------------------------------------------------------------------------------------------- | ----------- | ---- |
| Kill ’Em With Kindness | Selena Gomez, Tim James, Antonina Armato, Benjamin Levin, Dave Dwiggins                         | Revival     | 2015 |
| Kinda Crazy            | Selena Gomez, Rami Yacoub, Justin Tranter, Jasmine Thompson, Albin Nedler, Kristoffer Fogelmark | Rare        | 2020 |
| Kiss & Tell            | Ted Bruner, Trey Vittetoe, Gina Schock                                                          | Kiss & Tell | 2009 |

### L
| Titel                          | Autoren                                                                                         | Album                  | Jahr |
| ------------------------------ | ----------------------------------------------------------------------------------------------- | ---------------------- | ---- |
| Let Me Get Me                  | Selena Gomez, Mattias Larsson, Robin Frederiksson, Justin Tranter, Caroline Ailin               | Rare                   | 2020 |
| Let Somebody Go (mit Coldplay) | Coldplay, Apple Martin, Olivia Waithe, Max Martin, Oscar Holter, Bill Rahko, Leland Wayne       | Music of the Spheres   | 2021 |
| Like a Champion                | Dan James, Leah Haywood, Peter Thomas, Bebe Rexha, Mark Myrie, Leroy Sibbles                    | Stars Dance            | 2013 |
| Live Like There’s No Tomorrow  | Matt Bronleewe, Nicky Chinn, Andrew Fromm, Meghan Kabir                                         | A Year Without Rain    | 2010 |
| Look At Her Now                | Selena Gomez, Julia Michaels, Justin Tranter, Ian Kirkpatrick                                   | Rare                   | 2019 |
| Lose You to Love Me            | Selena Gomez, Julia Michaels, Justin Tranter, Mattias Larsson, Robin Fredriksson                | Rare                   | 2019 |
| Love On                        | Selena Gomez, Isaiah Tejada, Jordan K. Johnson, Julia Michaels, Michael Pollack, Stefan Johnson | —                      | 2024 |
| Lover In Me                    | Selena Gomez, Leah Haywood, Daniel James, Brian Lee, Stuart Crichton                            | Stars Dance            | 2013 |
| Love Will Remember             | Antonina Armato, Desmond Child, David Jost, Tim James                                           | Stars Dance            | 2013 |
| Love You Like a Love Song      | Antonina Armato, Tim James, Adam Schmalholz                                                     | When the Sun Goes Down | 2011 |

### M
| Titel              | Autoren                                                                          | Album                    | Jahr |
| ------------------ | -------------------------------------------------------------------------------- | ------------------------ | ---- |
| Magical            |                                                                                  | Wizards of Waverly Place | 2009 |
| Más                | Edgar Cortazar, Isaac Hasson, Mher Filian, Lindy Robbins                         | For You                  | 2014 |
| Me and My Girls    | Selena Gomez, Antonina Armato, Tim James, Matt Morris                            | Revival                  | 2015 |
| Me & the Rhythm    | Selena Gomez, Julia Michaels, Justin Tranter, Robin Frediriksson, Mattias Larson | Revival                  | 2015 |
| Mi Camino          | Camille Dalmais, Clément Ducol                                                   | Emilia Pérez             | 2024 |
| Middle of Nowhere  | Espen Lind, Amund Bjorklund, Sandy Wilhelm, Carmen Michelle Key                  | When the Sun Goes Down   | 2011 |
| More               | Hasson, Robbins, Filian                                                          | Kiss & Tell              | 2009 |
| Music Feels Better | Selena Gomez, Leah Haywood, Daniel James, Jeremy Coleman                         | Stars Dance              | 2013 |
| My Dilemma         | Antonina Armato, Tim James, Devrim Karaoğlu                                      | When the Sun Goes Down   | 2011 |
| My Dilemma 2.0     | Antonina Armato, Tim James, Devrim Karaoğlu                                      | For You                  | 2014 |

### N
| Titel                         | Autoren                                     | Album                    | Jahr |
| ----------------------------- | ------------------------------------------- | ------------------------ | ---- |
| Naturally                     | Antonina Armato, Tim James, Devrím Karaoglu | Kiss & Tell              | 2009 |
| New Classic (mit Drew Seeley) |                                             | Another Cinderella Story | 2009 |
| Nobody                        | Julia Michaels, Shane Stevens, Monson       | Revival                  | 2015 |
| Nobody Does It Like You       | Toby Gad, Lindy Robbins                     | Stars Dance              | 2013 |

### O
| Titel                                        | Autoren | Album                   | Jahr |
| -------------------------------------------- | --- | ----------------------- | ---- |
| Off the Chain                                | Tim James, Antonina Armato, Devrim Karaoglu                                                                            | A Year Without Rain     | 2010 |
| Ojos Tristes (mit Benny Blanco & The Marías) | Selena Gomez, Benjamin Levin, Amanda Ibanez, María Zardoya, Ana Magdalena, Manuel Álvarez-Beigbeder Pérez, Josh Conway | I Said I Love You First | 2025 |
| One and the Same (mit Demi Lovato)           | Colleen Fitzpatrick, Michael Kotch, Dave Derby                                                                         | Disney Channel Playlist | 2009 |
| Only You                                     | Vince Clarke | 13 Reasons Why          | 2017 |
| Outlaw                                       | Selena Gomez, Antonina Armato, James, Thomas Armato Sturges                                                            | When the Sun Goes Down  | 2011 |
| Outta My Hands (Loco)                        | Selena Gomez, Tim James, Antonina Armato                                                                               | Revival                 | 2015 |

### P
| Titel                                        | Autoren                                                                                              | Album    | Jahr |
| -------------------------------------------- | --- | -------- | ---- |
| Past Life (Trevor Daniel feat. Selena Gomez) | Trevor Daniel, Finneas O’Connell, Sean Myer, Caroline Pennell, Mick Coogan, Jay Stolar, Selena Gomez | Nicotine | 2020 |
| People You Know                              | Selena Gomez, Mathieu Jomphe-Lepine, Alexandra Hope, Steph Jones, Aaron Puckett, Jason Evigan        | Rare     | 2020 |
| Perfect                                      | Julia Michaels, Justin Tranter, Felix Snow                                                           | Revival  | 2015 |

### R
| Titel         | Autoren | Album               | Jahr |
| ------------- | --- | ------------------- | ---- |
| Rare          | Selena Gomez, Madison Love, Brett McLaughlin, Nolan Lambroza, Simon Rosen                                  | Rare                | 2020 |
| Revival       | Selena Gomez, Tim James, Antonina Armato, Justin Tranter, Julia Michaels, Chauncey Hollis, Adam Schmalholz | Revival             | 2015 |
| Ring          | Selena Gomez, Sean Douglas, Julie Frost, Breyan Isaac, David Ciente, Nolan Lambroza                        | Rare                | 2020 |
| Rise          | Selena Gomez, Tim James, Antonina Armato, Chauncey Hollis, Adam Schmalholz                                 | Revival             | 2015 |
| Rock God      | Katy Perry, Printz Board, Victoria Jane Horn, Ahmed Bittar                                                 | A Year Without Rain | 2010 |
| Round & Round | Kevin Rudolf, Andrew Bolooki, Fefe Dobson, Jeff Halavacs, Jacob Kasher                                     | A Year Without Rain | 2010 |

### S
| Titel                                                      | Autoren | Album                       | Jahr |
| ---------------------------------------------------------- | --- | --------------------------- | ---- |
| Sad Serenade                                               | | Stars Dance                 | 2013 |
| Same Old Love                                              | Benjamin Levin, Charlotte Aitchison aka. Charli XCX, Ross Golan, Mikkel Storleer Eriksen, Tor Erik Hermansen                 | Revival                     | 2015 |
| Save the Day                                               | Mitch Allan, Jason Evigan, Livvi Franc                                                                                       | Stars Dance                 | 2013 |
| Scared of Loving You (mit Benny Blanco)                    | Selena Gomez, Benjamin Levin, Finneas O'Connell                                                                              | I Said I Love You First     | 2025 |
| Selfish Love (mit DJ Snake)                                | Selena Gomez, William Grigahcine, Kat Dahlia, MARO, Karen Sotomayor, Kris Floyd                                              | Revelación                  | 2021 |
| Send It On (mit Miley Cyrus, Demi Lovato & Jonas Brothers) | Adam Anders, Nikki Hassman, Peer Åström                                                                                      | Disney’s Friends for Change | 2009 |
| Shake It Up                                                | Jeannie Lurie, Aris Archontis, Chen Neeman                                                                                   | Shake It Up: Break It Down  | 2010 |
| She                                                        | Selena Gomez, Justin Tranter, Uzoechi Emenike, Jon Wienner, Sam Homaee                                                       | Rare                        | 2020 |
| Sick of You                                                | Matt Squire, Lucas Banker | A Year Without Rain         | 2010 |
| Single Soon                                                | Selena Gomez, Ammar Malik, Benjamin Levin, Jacob Kasher Hindlin, Lisa Scinta, Magnus August Høiberg, Phil Shaouy, Ross Golan | —                           | 2023 |
| Slow Down                                                  | Lindy Robbins, Julia Michaels, Niles Hollowell-Dhar, David Kuncio, Freddy Wexler                                             | Stars Dance                 | 2013 |
| Sober                                                      | Chloe Angelides, Jacob Kasher, Julia Michaels, Mikkel Storleer Eriksen, Tor Erik Hermansen                                   | Revival                     | 2015 |
| Souvenir                                                   | Selena Gomez, Madison Love, Sean Douglas, Ian Kirkpatrick                                                                    | Rare                        | 2020 |
| Spotlight                                                  | Peer Åström, Shelly Peiken, Adam Anders, Nikki Hassman                                                                       | A Year Without Rain         | 2010 |
| Stained                                                    | Selena Gomez, Julia Michaels, Magnus Høiberg, Daniel Omelio                                                                  | I Said I Love You First...  | 2025 |
| Stars Dance                                                | Antonina Armato, Tim James, Adam Schmalholz                                                                                  | Stars Dance                 | 2013 |
| Stop & Erase                                               | Bruner, Vittetoe, Schock | Kiss & Tell                 | 2009 |
| Summer’s Not Hot                                           | Antonina Armato, James, Nadir Khayat                                                                                         | A Year Without Rain         | 2010 |
| Sunset Blvd (mit Benny Blanco)                             | Selena Gomez, Benjamin Levin, Justin Tranter, Magnus Høiberg, Michael Pollack, Amanda Ibanez, Jeremy Malvin                  | I Said I Love You First     | 2025 |
| Survivors                                                  | Ross Golan, Steve Mac | Revival                     | 2015 |

### T
| Titel                                                       | Autoren | Album                                           | Jahr |
| ----------------------------------------------------------- | --- | ----------------------------------------------- | ---- |
| Taki Taki (DJ Snake feat. Selena Gomez, Ozuna & Cardi B)    | William Grigahcine, Belcalis Almanzar, Jordan Thorpe, Selena Gomez, Ava Brignol, Juan Carlos Ozuna, Vicente Saavedra, Juan Vasquez | Carte Blanche                                   | 2018 |
| Talk (mit Benny Blanco)                                     | Selena Gomez, Julia Michaels, Justin Tranter, Mattias Larsson, Robin Fredriksson                                                   | I Said I Love You First (Seven Heavens Version) | 2025 |
| Tell Me Something I Don’t Know                              | Antonina Armato, Ralph Churchwell, Michael Nielsen                                                                                 | Kiss & Tell                                     | 2008 |
| That’s More Like It                                         | Josh Alexander, Billy Steinberg, Katy Perry                                                                                        | When the Sun Goes Down                          | 2011 |
| That's When I'll Care (mit Benny Blanco)                    | Selena Gomez, Julia Michaels, Justin Tranter                                                                                       | I Said I Love You First (Seven Heavens Version) | 2025 |
| The Heart Wants What It Wants                               | Antonina Armato, Tim James, Selena Gomez                                                                                           | For You                                         | 2014 |
| The Way I Loved You                                         | Shelly Peiken, Rob Wells | Kiss & Tell                                     | 2009 |
| Trust Nobody (Cashmere Cat feat. Selena Gomez & Tory Lanez) | Magnus August Høiberg, Brittany Hazzard, Daystar Peterson, Selena Gomez, Benjamin Levin, Adam Feeney                               | 9                                               | 2016 |

### U
| Titel             | Autoren                                                           | Album               | Jahr |
| ----------------- | ----------------------------------------------------------------- | ------------------- | ---- |
| Un Año Sin Lluvia | Edgar Cortazar, Mark Portmann, Gad, Robbins                       | A Year Without Rain | 2010 |
| Undercover        | Lindy Robbins, Julia Michaels, Niles Hollowell-Dhar, Rome Ramirez | Stars Dance         | 2013 |

### V
| Titel      | Autoren | Album      | Jahr |
| ---------- | --- | ---------- | ---- |
| Vicio      | Selena Gomez, Abner Cordero Boria, Alberto Carlos Melendez, Alejandro Borrero, Marco Masís, Ivanni Rodríguez, Santiago Beltran, Gregory Aldae Hein, Elena Rose | Revelación | 2021 |
| Vulnerable | Selena Gomez, Amy Allen, Jonathan Bellion, Jordan Johnson, Stefan Johnson                                                                                      | Rare       | 2020 |

### W
| Titel                                                   | Autoren                                                                               | Album                  | Jahr |
| ------------------------------------------------------- | ------------------------------------------------------------------------------------- | ---------------------- | ---- |
| We Don’t Talk Anymore (Charlie Puth feat. Selena Gomez) | Charlie Puth, Jacob Kasher Hindlin, Selena Gomez                                      | Nine Track Mind        | 2016 |
| We Own the Night (mit Pixie Lott)                       | Toby Gad, Pixie Lott                                                                  | When the Sun Goes Down | 2011 |
| When the Sun Goes Down                                  | Selena Gomez, Joey Clement, Steve Sulikowski, Stefan Abingdon                         | When the Sun Goes Down | 2011 |
| Whiplash                                                | Greg Kurstin, Nicole Morier, Britney Spears                                           | When the Sun Goes Down | 2011 |
| Who Says                                                | Emanuel Kiriakou, Hamilton                                                            | When the Sun Goes Down | 2011 |
| Wolves (mit Marshmello)                                 | Selena Gomez, Marshmello, Brian Lee, Ali Tamposi, Andrew Watt, Louis Bell, Carl Rosen |                        | 2017 |
| Write Your Name                                         | Daniel James, Leah Haywood, Arnthor Birgisson                                         | Stars Dance            | 2013 |

### Y
| Titel                                         | Autoren                                                                                 | Album                   | Jahr |
| --------------------------------------------- | --------------------------------------------------------------------------------------- | ----------------------- | ---- |
| Younger and Hotter Than Me (mit Benny Blanco) | Selena Gomez, Benjamin Levin, Finneas O'Connell                                         | I Said I Love You First | 2025 |
| You Said You Were Sorry (mit Benny Blanco)    | Selena Gomez, Benjamin Levin, Magnus Høiberg, Amanda Ibanez, Justin Tranter, John Byron | I Said I Love You First | 2025 |

## Coverversionen
| Titel             | Autoren                    | Album                    | Jahr |
| ----------------- | -------------------------- | ------------------------ | ---- |
| Magic             | William Lyall, David Paton | Wizards of Waverly Place | 2009 |
| Winter Wonderland | Felix Bernard              | All Wrapped Up Vol. 2    | 2009 |